# Cullen Neal
Cullen Jacob Neal (Brookfield, Wisconsin, 18 de marzo de 1994) es un exbaloncestista estadounidense. Con 1,88 metros de estatura, jugaba en la posición de base. Es hijo del exbaloncestista y entrenador Craig Neal.

## Trayectoria deportiva

### Universidad
Jugó tres temporadas con los Lobos de la Universidad de Nuevo México, aunque la segunda de ellas se la perdió prácticamente completa tras lesionarse en una rodilla en la tercera jornada del campeonato. Promedió 9,9 puntos, 2,2 rebotes y 2,8 asistencias por partido.
En 2016 fue transferido a los Ole Miss Rebels de la Universidad de Misisipi, sin tener que cumplir el año de parón que impone la NCAA debido a haber pasado ya una temporada en blanco. Allí jugó una única temporada, promediando 9,4 puntos y 2,2 asistencias por partido.
Tras graduarse en Misisipi, tuvo la oporttunidad de jugar un año más para completar el ciclo de cuatro años, siendo transferido esta vez a los Gaels del Saint Mary's College de California, Acabó promediando 5,3 puntos y 1,8 rebotes saliendo desde el banquillo.

### Profesional
Tras no ser elegido en el Draft de la NBA de 2018, el 24 de julio firmó su primer contrato profesional con el HydroTruck Radom de la Polska Liga Koszykówki, la primera división del baloncesto polaco. En su primera temporada promedió 12,3 puntos y 2,1 asistencias por partido.